# Vologases III
Vologases III, död 147, var kung av Partherriket mellan 105 och 147 e.Kr. Han tillhörde arsakidernas dynasti.